# Мавлаві
Мавлаві (араб. مولوی) теж, що і Мавлана (араб. مولانا) — в перекладі з арабської означає «правитель» або «господар»; почесне релігійне звання в ісламі, вищий тлумач канонів шаріату.
Приклади людей, які використовували у своєму імені звання Мавлаві: відомі перські поети Джалаледдін Румі і Джамі, а також Мавлаві Ібрагім, батько президента Бангладеша. Також його активно використовують впливові політичні фігури в Афганістані (напр. Вакіль Ахмад Мутаваккіль).